# Анскар I (Ивреа)
Анскар I от Ивреа (на италиански: Anscario I, Anscar, на латински: Anscharius; * 860, † ок. март 902, Ивреа, Маркграфство Ивреа) е граф на Уш в рамките на Херцогство Бургундия (877 – 888) и първият маркграф на Ивреа от 896 г. до смъртта си. От 877 или 879 г. е и родоначалник на маркграфовете на Ивреа.

## Произход
За Анскар съществува документация от 879 до 899 г. Той произхожда от знаменит бургундски род и е родоначалник на маркграфовете на Ивреа. Те се появяват в Италия след кризата, настъпила след разпадането на Франкската империя, и имат видно място в размирните събития от ранните години на средновековното Италианско кралство, на което дават и крал – Беренгар II (управлявал 950 – 962 г.).
Произходът и родословието на семейството на Анскар I все още не са напълно ясни. Според последните проучвания той е син на графа на Лангър Амадей († сл. 827), който се жени за сестрата на граф Ламберт I от Нант. Граф Ламберт I пристига в Италия около 863 г. Той е баща на Гуидо Сполетски и предшественик на бъдещия покровител на Анскар в Италия – херцог Гуидо II Сполетски. Анскар има роднински връзки с Гвидо II, но не му е брат, както дълго време се е считало въз основа на грешна интерпретация на пасаж от Лиутпранд. Има двама братя:
- Фулк Почтени († 900), архиепископ на Реймс, който помага на Каролингите във Франция
- Гвидо от Уш († 889), загинал в битката на река Требия

## Биография

### Граф на Уш
Анскар, който носи титлата „Граф на Уш“ – малко селце близо до Дижон, се разгръща първо във Франция. През пролетта на 879 г. той е сред онези, които призоват Лудвиг II Младия да се намеси във френските дела след смъртта на Луи II Плешиви (10 април 879 г.)
Късметът започва да му се усмихва след смъртта на Карл III Дебели (13 януари 888 г.), която дава воля на амбициите на властоимащите франки и италианци за покоряване на съответните кралски корони. Родствени причини карат Анскар да се свърже с Гуидо Сполетски. По всяка вероятност Аснкар е сред онези, които приветстват кандидатурата му за крал на Франция срещу Одо – граф на Париж и крал на Западнофранкското кралство от февруари 888 г. Гвидо, осъзнал слабостта си пред съперника, насочва вниманието си към короната на Италия, която от ок. 6 януари 888 г. е притежание на маркграфа на Фриули и крал на Италия Беренгар I (* ок. 840, † 7 април 924).
Анскар следва Гвидо II в Италия и вероятно присъства на първата неуспешна битка, която Гвидо води с Беренгар I край Бреша в края на октомври 888 г. Анскар е един от главните действащи лица на последвалата битка при река Требия през втората половина на януари 889 г., която дава на Гвидо надмощие в централно-западната част на Северна Италия. Граф Анскар, придружен от брат си Гвидо от Уш, който загива в битката, предвожда 500 мъже от Франция и, както казват, се сражава доста храбро. Компенсацията за това не закъснява. Гвидо II Сполетски, след коронясването му за император от папа Формоза на 21 февруари 891 г., на което присъства и Анскар, пристъпва към пренареждане на онази част от кралството, върху която властва директно. В допълнение на вече съществуващите марки на Фриули, Тоскана и Сполето той създава две нови – Ломбардска марка с цел отбрана от император Беренгар I и Маркграфство Ивреа за защита на западните граници, граничещи с кралства Бургундия и Прованс, като за маркграф на последната назначава Анскар. Точната дата на това събитие е все още неизвестна.

### Маркграф на Ивреа
На 21 февруари 891 г. в Рим Анскар вече се появява с титлата „маркграф“ в две грамоти, издадени от императора при ходатайството от страна на новия маркграф в полза на императрица Ангелтруде. Липсата на точна документация възпрепятства сигурното определяне на териториите на новото Маркграфство Ивреа. То със сигурност обхваща Пиемонт и може би част от Лигурия, като според някои в нея са влизали графствата на Акуи, Алба, Асти, Бредуло, Ауриате, Торино, Ивреа, Верчели, Помбия, може би Стацона, Бургария, Ломело, и някои графства, навярно от Савона до Вентимиля.
С появата на Анскар изчезва родът Супониди – поддръжник на Беренгар I в Пиемонт, и по-специално в Асти и в Торино. Политическите обстоятелства и качествата на Анскар и неговите потомци превръщат Маркграфство Ивреа, за разлика от Маркграфство Ломбардия, в нещо солидно и трайно, и само злополуките на Беренгар II довеждат до неговото разпадане през 945 г.
Анскар е поставен на стратегически важна позиция като пазител на проходите между Италия и Франция, изложени на опасност от провансалската страна след появата на амбициозния Лудвиг II. Той се показва достоен за доверието, което му се оказва, оставайки винаги верен на Гуидо Сполетски, а след смъртта му през зимата на 894 г. – и на сина му Ламберт, както по време на двете офанзиви на Арнулф Каринтийски (нач. на 894 – май 894 г. и октомври 895 г. – май 896 г.), така и по време на различни атаки на Беренгар I. През април-март 894 г. той доблестно защитава Ивреа срещу Арнулф Каринтийски, като му пречи да си възвърне Франция, минавайки през града. Той е наречен от Ламберт „наш маркграф и верен комиций“ (marchio noster atque fidelissimus comes) в диплома, издадена на 25 юли 896 г. в полза на Манастира в Бобио по негово ходатайство.
Едва след смъртта на Ламберт на 15 октомври 898 г., след края на династията на Супонидите, Анскар се сближава с Беренгар I, приема политиката му за съгласуване, става негов „върховен съветник" (на лат. summus consiliarius), придружаващ го в разузнавателното пътуване, което маркграфът на Фриули прави в графствата в Емилия в края на 898 г. На 1 декември той ходатайства пред Беренгар I в полза на манастира „Света Христина от Кортелеона“, както е видно от диплома, издадена на тази дата в Реджо Емилия. В основата на това сближаване между верния поддръжник на Гвидо II Сполетски и Ламберт и единствения останал крал навярно стои бракът, който синът на Анскар – Адалберт сключва с Гисла, дъщеря на Беренгар около 898 – 899 г.
Анскар вероятно поддържа връзки и със старите бургундски среди, ако за него именно става въпрос в писмо на папа Йоан IX от май 899 г., където заявява, че съжалява, че е допринесъл за отстраняването на епископа на Лангър Агрин ок. 896 – 897 г.

### Смърт и наследство
На 21 април 902 г. Анскар вече е мъртъв, тъй като синът му Адалберт е наречен „някогашен син на Анскар“ (на лат. quondam Anscherii). В допълнение към това той вероятно е имал и друг син на име Амадей, идентифициран от някои с Амадей – граф на Милано между 896 и 900 г. Наследен е от сина си Адалберт.

## Брак и потомство
От неизвестна жена има един или двама сина:
- Адалберт I († 17 юли 923/8 октомври 924), маркграф на Ивреа (ок. 902 – 923), един от основателите на Иврейската династия; ∞ 1. пр. 900 за Гизела от Фриули (* 880/885; † 13 юни 910), дъщеря на Беренгар I, император на Свещената Римска империя, крал на Италия и маркграф на Фриули, и на Бертила от Сполето, от която има син и дъщеря 2. 915 за Ерменгарда от Тусция (* 901; † 29 февруари 932), дъщеря на маркграф Адалберт II Богатия от Тусция и на Берта Лотарингска, дъщеря на крал Лотар II (Каролинги), от която има един син
- Амадей, пфалцграф и граф на Милано (896 – 900), вероятен

## Обяснителни бележки
1. 1 2  Пагус Уш (на лат. Pagus Oscarensis) е древен пагус на лингоните, обхващащ долната долина и равнината Уш в Кот д'Ор (Бургундия-Франш Конте). През Средновековието идентифицирахме графство, както и архидяконство на Уш в Кралство Бургундия.